# 莫斯卡利夫卡 (羅姆內區)
50°39′48″N 33°23′13″E / 50.66333°N 33.38694°E
莫斯卡利夫卡（烏克蘭語：Москалівка）是位於烏克蘭東北部的村莊，由蘇梅州羅姆內區的羅姆內市鎮負責管轄。該村處於蘇拉河左岸，分別距離波皮夫卡1公里和佩列科皮夫卡3公里，海拔高度118米，2001年人口178。